# 아담 사드
아담 사드(영어: Adam Saad, 2004년 2월 8일~)는 가나의 축구 선수로, 드림즈에서 공격수로 활동하고 있다.